# Alboussière
Alboussière é uma comuna francesa na região administrativa de Auvérnia-Ródano-Alpes, no departamento de Ardèche. Estende-se por uma área de 18,39 km². Em 2010 a comuna tinha 988 habitantes (densidade: 53,7 hab./km²).